# Millerozaur
Millerozaur (Millerosaurus) – rodzaj niewielkiego, wymarłego zauropsyda z podgromady anapsydów, zaliczanego do rodziny Millerettidae. Gad ten zamieszkiwał w późnym permie tereny Afryki Południowej, miał około 30 cm długości, i mimo że należał do anapsydów, otwory skroniowe, charakterystyczne dla synapsydów i diapsydów. Prawdopodobnie, podobnie jak dzisiejsze jaszczurki, millerozaur był owadożercą.